# Christoph Wirth
Christoph Wirth (* 6. Oktober 1870 in Creußen, Bayern; † 1950) war ein deutscher Physiklehrer, Pionier der Funktechnik und Erfinder. Er erfand unter anderem das Fernlenksystem und die Doppeltafel zum Wenden.

## Leben
Wirth wuchs in Creußen auf. Als Physiklehrer unterrichtete er in Nürnberg. Wirth hatte einen elektrischen „Wellensendeapparat“ konstruiert, der mittels „Hertzscher Wellen“ ein unbemanntes Boot steuern konnte. 1911 zeigte er der Öffentlichkeit auf dem Wannsee in Berlin bei Veranstaltungen des Deutschen Flottenvereins seine Erfindung. Das Fernlenkboot auf dem Wannsee wurde von Wirth nicht nur gesteuert, sondern es wurden auch eine Glocke auf dem Fernlenkboot geläutet und Kanonenschüsse und nachts Feuerwerkskörper abgefeuert. Für seine Vorführung nutzte Wirth einen Fritter als Relais. Die Vorführungen von Wirth wurden aber von der Kaiserlichen Marine als zu unbedeutend und laienhaft abgelehnt. 1914 führte Wirth in einem Berliner Zirkus ein gelenktes Luftschiffmodell vor, was zuvor aber auch schon 1910 im Londoner Hippodrom gelang. Erst infolge des Ersten Weltkriegs beauftragte dann die Verkehrstechnische Prüfungskommission den Physiker Max Wien mit der Bewertung des Systems von Wirth. Es gelang mit verbesserten Verstärkerröhren von Walter Schottky einen Empfänger zu entwickeln, der gegen Störwellen und Erschütterungen sowie Zündungen des Bootsmotors des Fernlenkbootes geschützt war.

## Auszeichnungen und Preise (Auswahl)
- 1953: Rudolf-Diesel-Medaille
- Benennung der Christoph-Wirth-Straße in Creußen